# Palm Plus
Palm Plus was een Nederlands televisiebedrijf dat op 17 januari 2013 een naamsverandering onderging naar Zodiak Nederland.
Het bedrijf werd opgericht in 1992 door Ruud van Breugel en maakt sinds 2008 onderdeel uit van het internationale televisieconcern Zodiak Media, waarvan het hoofdkantoor is gevestigd in Londen.
Palm Plus produceerde diverse bekende Nederlandse televisieprogramma's, waaronder Fort Boyard, Mijn Tent is Top, Je zal het maar hebben, Wegmisbruikers!, MasterChef en Red mijn vakantie!. Alle lopende Palm Plus producties worden sinds 2013 geproduceerd onder de nieuwe naam, Zodiak Nederland. De internationale distributie van deze formats is in handen van Zodiak Rights.

## Enkele bekende Palm Plus-producties
- Fort Boyard
- Mijn Tent is Top
- Wegmisbruikers!
- Fataal
- Je zal het maar hebben
- Herrie XXL
- MasterChef
- MasterChef Junior
- Recht in de regio
- Red mijn vakantie!
- Dit is mijn lijf
- De wereld rond in 80 dates
- Trinny & Susannah: Missie Holland
- Zon, Zuipen, Ziekenhuis

## Bron
- Broadcast Magazine - Palm Plus gaat verder als Zodiak Nederland